# 蛭田愛梨
蛭田 愛梨（ひるた あいり、2004年3月5日 - ）は、日本のアイドルで、虹のコンキスタドールのメンバー。ニックネームはあいりちゃん。担当カラーは紫。
東京都出身。血液型B型。身長158 cm。ディアステージ所属。

## 略歴
- 2016年
  - 人生初めてのオーディションで虹のコンキスタドールに加入
  - 5月18日、AKIBAカルチャーズ劇場で行われた虹のコンキスタドール定期公演『虹色児童館』にて、つくドル!プロジェクト第5期新予科生としてお披露目された[2]。
- 2017年
  - 1月9日、川崎クラブチッタで行われた虹のコンキスタドールワンマンライブ『どうしても言いたいことがあるんだよ 〜虹コンから大切なお知らせがあります〜』にて正規メンバーに昇格。新ユニット「サジタリアス流星群（虹のコンキスタドール青組）」のメンバーとなった[3]。
- 2021年
  - ロリータファッションブランド「BABY,THE STARS SHINE BRIGHT」のファッションモデルを現在まで務める。[4]
- 2024年
  - 6月28日1st写真集『あい』発売。[5]

## 人物
- 幼少期よりアイドルに憧れていたが、YouTubeで虹コンの『THE☆有頂天サマー!!』のMVを見て衝撃を受け、親に相談しオーディションに応募した。[6]
- ライブでの自己紹介は、「ウサギみたいなエターナルベイビー、あいりちゃんこと蛭田愛梨です」である。
- 趣味はゲーム、お菓子を食べること、お昼寝[1]。
- 小学生の時からアイカツ!とラブライブが好きである。
- サンリオのキャラクターのはなまるおばけが好き。
- ホラーゲームは泣き叫ぶほど苦手。
- 特技はTikTok。毎日かかさず投稿している。[1]。
- TikTokのアカウント名は「あいり🐰」▶︎「あいりぴょん」▶︎「ぴょあ」と変遷している。[7]

## 出演

### テレビドラマ
- ドラマ24 バイプレイヤーズ～名脇役の森の100日間～
- BSテレ東土曜ドラマ9『最果てから、徒歩5分』第5話　白石夕雨子役

### 舞台
- アリスインデッドリースクール・邂逅
- ネコにマタタビ アキバにレインボウ
- カーリングの女神ちゃん 〜ストーンは君を裏切らない〜
- 降臨SOUL〜風燐火斬〜
- 舞台「アサルトリリィ・シュツルム」〜サングリーズル編〜（2025年4月25日 - 30日、かめありリリオホール）石川葵 役[8][9]

## 書籍

### 写真集
- 『あい』（2024年6月28日、秋田書店、撮影：鈴木ゴータ）ISBN 978-4253011259[10]